# Naotaka Yamamoto
Pour les articles homonymes, voir Yamamoto.
Naotaka Yamamoto (山本 直孝, en japonais) est un astronome japonais.

## Biographie
Le Centre des planètes mineures le crédite de la découverte de l'astéroïde (100483) NAOJ effectuée le 30 octobre 1996 avec la collaboration de Hideo Fukushima et d'Isao Satō.